# Dziepółć
Dziepółć (dawniej Dziepułć) – wieś w Polsce położona w województwie łódzkim, w powiecie radomszczańskim, w gminie Radomsko.
Za Królestwa Polskiego istniała gmina Dziepułć.
W 1938 urodziła się tu poetka i pisarka Liliana Rydzyńska (zm. 2005).
W latach 1975–1998 miejscowość administracyjnie należała do województwa piotrkowskiego.

## Zabytki
Według rejestru zabytków Narodowego Instytutu Dziedzictwa na listę zabytków wpisane są obiekty:
- zespół dworski, XVIII w., XIX w., nr rej.: 332 z 31.08.1983 i z 17.06.1994:
  - dwór
  - park

inne:
- kościół parafii Miłosierdzia Bożego